# El divino impaciente
El divino impaciente es una obra de teatro en verso con un prólogo, tres actos y un epílogo, escrita por José María Pemán y estrenada en 1933. 

## Origen
El autor la escribió como respuesta a la disolución legal de la Compañía de Jesús y al laicismo que trataba de instaurarse bajo el nuevo régimen democrático de la Segunda República. La obra, ya convertida en pieza de repertorio, inauguró la temporada en los teatros madrileños el 8 de abril de 1939 tras la liberación por parte de las tropas franquistas. Hasta la década de los sesenta, siguieron haciéndose representaciones tanto en España como en América. Desde entonces es, salvo algunas representaciones puntuales, una obra poco escenificada. Además de su temática religiosa, otra de las razones de su poca continuidad en el tiempo es su larga duración, de más de tres horas, lo que hace casi obligada su abreviación para poder ser representada.

## Sinopsis
La obra recrea la vida de San Francisco Javier, comenzando en su estancia en París, donde conoció a San Ignacio de Loyola, y luego la acción continúa en Roma, después en la residencia de los jesuitas y, por último, con su labor misionera en China.

## Representaciones destacadas
- Teatro Infanta Beatriz, de Madrid (estreno, el 27 de septiembre de 1933). 
  - Intérpretes: Alfonso Muñoz (Francisco Javier), Ricardo Calvo Agostí (Ignacio de Loyola), Guillermo Marín, Rosario Iglesias, Társila Criado, Josefina Santaularia.
- Teatro Calderón, de Madrid, en 1950. 
  - Intérpretes: Alejandro Ulloa, Ricardo Calvo, Luis Calderón, Ana María Méndez.

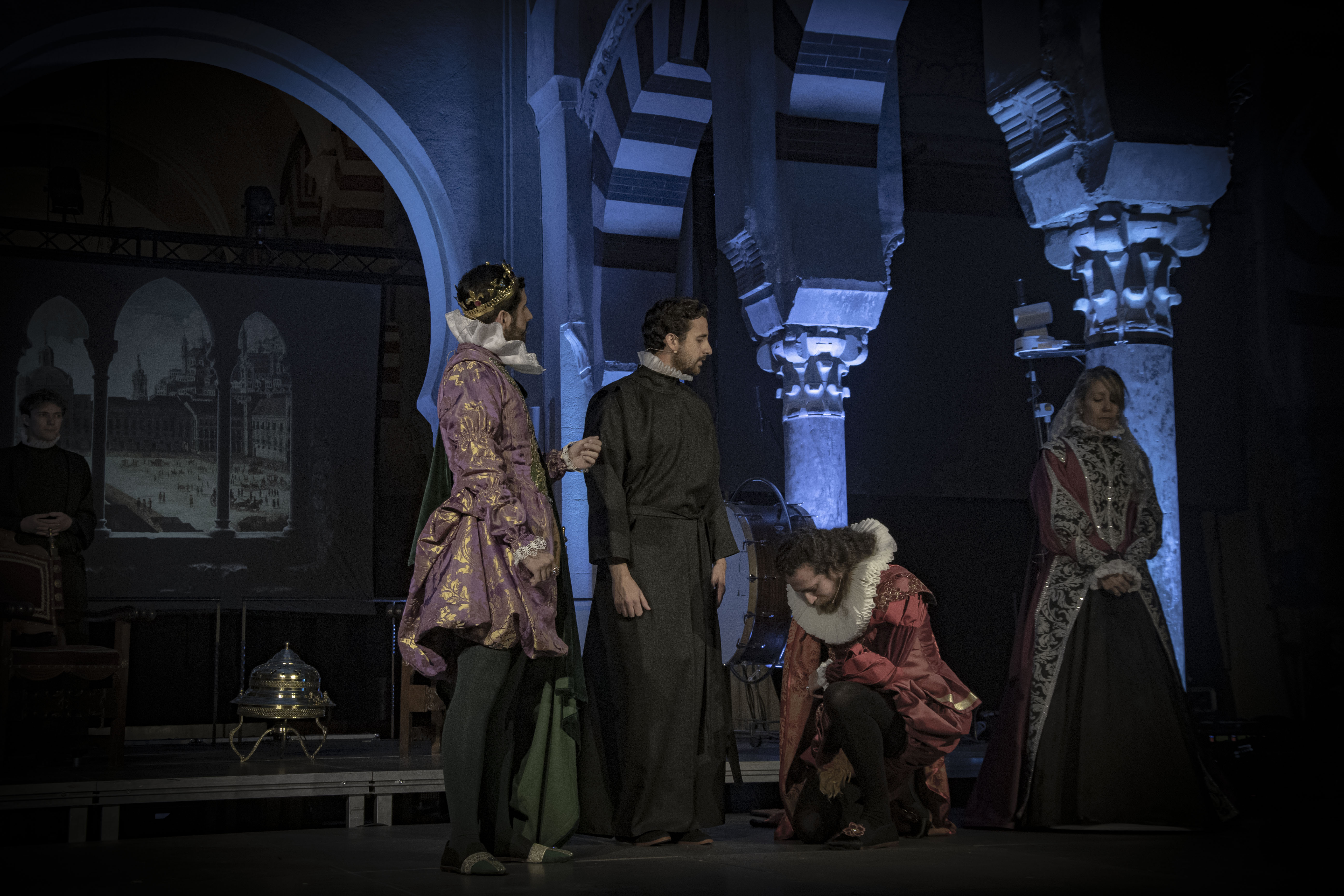
El divino impaciente, del teatro universitario Loyola Teatro (2019).

- El divino impaciente, del teatro universitario Loyola Teatro (2019).Teatro Lope de Vega, de Madrid, en 1960 
  - Intérpretes: Joaquín Pierra, Francisca Núñez, Rita Sansó.
- Estudio 1, de TVE, el 7 de abril de 1966. Dirección y realización: Cayetano Luca de Tena. Blanco y negro. Duración: 1 h., 41 m., 55 s.
  - Intérpretes: Julio Núñez, Ricardo Merino, José Caride, Jacinto Martín, Manuel Dicenta, Rafael Navarro, Félix Dafauce, Carmen de la Maza, Joaquín Escola, Ana Maria Vidal, Carlos Villafranca.

Las últimas representaciones conocidas de El divino impaciente son una en el Teatro Gayarre de Pamplona en el 2006 y otra en la mezquita catedral de Córdoba por la compañía de teatro universitario Loyola Teatro el viernes 22 de noviembre del 2019.